# 마이크로소프트 번역기
마이크로소프트 번역기(Microsoft Translator)는 마이크로소프트가 제공하는 다언어 기계 번역 클라우드 서비스이다. 마이크로소프트 번역기 API는 여러 소비자, 개발자, 기업 제품에 연동되어 있는데, 여기에는 빙, 마이크로소프트 오피스, 셰어포인트, 마이크로소프트 엣지, 마이크로소프트 링크, 야머, 스카이프 번역기, 비주얼 스튜디오, 인터넷 익스플로러, 또 윈도우, 윈도우 폰, 아이폰, 애플 워치, 안드로이드 전화, 안드로이드 웨어용 마이크로소프트 번역기 앱이 포함된다.
마이크로소프트 번역기는 또한 비즈니스용 서비스로서 클라우드 API를 통한 텍스트 및 스피치 번역도 제공한다. 텍스트 번역 서비스는 한 달에 200만자까지 지원하는 프리티어(free tier)에서부터 한 달에 수십억자를 지원하는 페이드티어(paid teer)에 이른다. 스피치 번역 API는 2016년 3월에 출시되었으며 오디오 스트림 시간에 기반하여 제공되며 한 달 2시간 프리티어에서부터 한 달 최대 100시간의 페이드티어로 구성되어 있다.
이 서비스는 현재 기준으로 60개 언어를 지원한다. 또한 마이크로소프트 번역기 실시간 변환 기능, 스카이프 번역기, 윈도우 데스크톱용 스카이프, iOS와 안드로이드용 마이크로소프트 번역기 앱을 대상으로 10개의 스피치 번역을 지원한다.
지원 언어에 소말리어와 고지 소르비아어도 추가되었다.

## 지원 언어
마이크로소프트 번역기는 각기 다른 언어 체계를 지원한다. 지원되는 언어 목록은 마이크로소프트 번역기 웹사이트에서 확인이 가능하며 API를 통해 프로그래밍적으로 검색할 수도 있다.
- 아프리칸스어
- 아랍어
- 보스니아어
- 불가리아어
- 광둥어
- 카탈루냐어
- 중국어 간체
- 중국어 정체
- 크로아티아어
- 체코어
- 덴마크어
- 네덜란드어
- 영어
- 에스토니아어
- 피지어
- 필리핀어
- 핀란드어
- 프랑스어
- 독일어
- 그리스어
- 아이티어
- 히브리어
- 힌디어
- 몽어
- 헝가리어
- 아이슬란드어
- 인도네시아어
- 이탈리아어
- 일본어
- 클링온어
- 클링온어 (plqaD)
- 한국어
- 라트비아어
- 리투아니아어
- 말라가시어
- 말레이어
- 몰타어
- 노르웨이어
- 페르시아어
- 폴란드어
- 포르투갈어
- 루마니아어
- 러시아어
- 사모아어
- 세르비아어 (키릴)
- 세르비아어 (라틴)
- 슬로바키아어
- 슬로베니아어
- 스페인어
- 스와힐리어
- 스웨덴어
- 타밀어
- 타히티어
- 태국어
- 통가어
- 튀르키예어
- 우크라이나어
- 우르두어
- 베트남어
- 웨일스어
- 유카텍어
- Querétaro Otomi

## 같이 보기
- 기계 번역
- 음성 합성
- 야후! 바벨피쉬
- 뉘앙스 커뮤니케이션즈
- 구글 번역